# 沙爾基夫希納 (米爾哥羅德區)
50°0′3″N 33°24′13″E / 50.00083°N 33.40361°E
沙爾基夫希納（烏克蘭語：Шарківщина），是烏克蘭的村落，位於該國中部波爾塔瓦州，由米爾哥羅德區負責管轄，分別距離科紐舍韋1.5公里和馬利尼夫卡6公里，海拔高度144米，2001年人口626。